# Бунраку (фільм)
«Бунраку» («Bunraku») — американський пригодницький бойовик 2010 року про бойові мистецтва, знятий режисером Гаєм Моше за оповіданням Боаза Девідсона.

## Сюжет
Після великого глобального конфлікту, що призвів до незліченної кількості смертей і руйнувань, зброю оголошено поза законом. Незважаючи на те, що вогнепальної зброї більше немає, люди, як і раніше, продовжують битися і вбивати один одного, тільки тепер вони використовують або холодну зброю, або голі кулаки.
У цьому новому світі, Нікола «Дроворуб» — наймогутніша людина на схід від Атлантики, кримінальний авторитет, який править своєю територією жорстокими методами, за допомогою своїх дев'яти елітних убивць, своєю правою рукою, Кілером № 2, безсердечним, красномовним убивцею в червоному капелюсі та озброєним смертоносною тростиною, коханкою Олександрою, фатальною жінкою з таємним минулим. Городяни живуть у страху перед бандою Ніколи і чекають героя, який зможе його повалити.
Одного разу вночі, до «Салуну вершника без коней» входить таємничий Блукач і розмовляє з барменом, просячи дві речі: чарку віскі та гру в карти. Він дізнається, що єдине місце в місті, де є обидві речі, — бар «Русская рулетка», який контролюється Ніколою і приймає тільки багатих гравців. Пізніше, до того бару входить ще один незнайомець, самотній самурай на ім'я Йоші, який приїхав до міста, щоб виконати передсмертне бажання свого батька і повернути загублений медальйон, вкрадений з їхнього села. Ці двоє незнайомців об'єднують зусилля, щоб повалити корумповане правління Ніколи.
Після низки сварок, унаслідок яких Скиталець і Йоші поранили кількох поліцейських, а також багатьох головорізів Ніколи, Кілер № 2 вбиває дядька Йоші та викрадає його двоюрідну сестру Момоко для роботи в борделі Ніколи. На знак помсти, пара об'єднується з Барменом і цілою армією борців за свободу, щоб вторгнутися в палац Ніколи. Коли Бармен рятує Момоко, він ненадовго возз'єднується зі своїм давно загубленим коханням Олександрою тільки для того, щоб вона трагічно загинула серед уламків палаючого будинку розпусти.
У нерівній сутичці, вони здобувають перемогу над убивцями Ніколи, і у фіналі, Йоші протистоїть Кілеру № 2, в той час як Скиталець на смерть б'ється з Ніколою. Здобувши зрештою над ним гору і стоячи над своїм полеглим ворогом, Скиталець розкриває правду вмираючому Ніколі, пояснюючи, що його справжнім мотивом для приходу сюди було помститися за свого батька, якого Нікола колись таємно і підло вбив.
Коли правління «Дроворуба» і його банди нарешті добігло кінця, а Йоші повернув медальйон свого клану, шляхи героїв розходяться, сподіваючись знову колись зустрітися один з одним.

## У ролях
- Гаккт — Йоші
- Рон Перлман — Ніколя
- Демі Мур — Александра
- Горді Молья — Валентин
- Марк Іванір — Едді
- Габріель Спахіу — Борис Патц
- Емілі Кайхо — Момоко
- Валі Рупіта — Грегор
- Дорін Захарія — Іван
- Джош Гартнетт — бродяга
- Кевін Маккідд — кілер 2
- Вуді Гаррельсон — бармен
- Ларнел Стовелл — командир червоної армії
- Сюн Сугата — дядько
- Самулі Ваурамо — хуліган 1
- Еміль Хостіна — послідовник 1
- Фернандо Чієн — кілер 4
- Йосіо Іїдзука — кілер 5
- Золтан Бутуч — покидьок 2
- Нейл Демонті — піаніст
- Аарон Тоні — кілер 7
- Шахар Сорек — кілер 3 / дзеркальний волоцюга
- Кофі Йадом — кілер 6
- Чезара Дафінеску — дівчина
- Кіпріан Димитрашку — охоронник 1
- Майк Паттон — оповідач
- Разван Георгіу — кілер 8
- Голланд Діаз — кілер 9
- Філіп Кіпріан Флоріан — кілер 10
- Андрій Арадітс — круп'є
- Кріс Брюстер — панк-лідер
- Габріель Раута — асистент Ніколя у казино
- Марія-Антуанетта Тюдор — дівчина з кастетом
- Вон Ді — ведучий
- Джордже Іваску — водій таксі
- Ілінка Манолаке — повія
- Дору Фіріца — охоронник 2
- Богдан Урітеску — начальник офісу
- Константин Бербулеску — власник притону з абсентом
- Люмініта Стояновичі — офіціантка притону з абсентом
- Некулаї Предіка — працівник казино
- Марсел Юреш — шеф поліції
- Теодор Данетті — генерал
- Олівер Тодеріта — покидьок 1
- Маріус Флоріан — охоронник 2
- Разван Калін — охоронник 3
- Богдан Воде — послідовник 2
- Таїр Герріс — член ліги
- Максим Єстеркін — бандит Ніколя 1
- Аніс Дорофтей — служниця з гарему
- Кесі Райн Мазак — ведучий
- Андріа Карп — манікюрниця
- Домінік Джераті — розслідувач
- Урі Моссінсон — шпигун у картковій кімнаті
- Ірина Саулеску — коханка Александри
- Оана Саусворс — сексуальна секретарка
- Габі Бурлаку — бандит

## Знімальна група
- Режисер — Гай Моше
- Сценаристи — Гай Моше, Боаз Девідсон
- Оператор — Хуан Руїс Анчія
- Композитор — Теренс Бланшар
- Художники — Анка Перя, Кріс Фармер
- Продюсери — Рем Бергман, Кіт Калдер, Нава Левін, Девід Маталон, Алекс Макдавелл, Рік Натансон, Джесс Калдер, Ден Янкау, Альбертіно Маталон, Дейн Аллан Сміт, Меттью Джей Заміас
- Кастинг-директора — Домніка Кирчюмару, Юмі Такада, Мері Верньє